# Нандролона деканоат
Нандроло́на деканоа́т  (МНН) — лекарственное средство, анаболический стероид пролонгированного действия (эфирная деканоат-группа на рисунке не изображена). Нандролона деканоат зарегистрирован в России как лекарственный препарат под торговой маркой "Ретаболил", в других странах также выпускается в форме фенилпропионата.

## Состав
- Нандролон 100 мг
- спирт изопропиловый;
- спирт бензиловый;
- масло подсолнечное.

## Фармакологические свойства
Нандролон (19-нор-4-андростен-3-он, 17β-ол либо 4-эстрен-17β-ол-3-он) — анаболический стероид со слабо выраженным андрогенным эффектом. Действие развивается постепенно (через 3 дня после в/м введения), достигает максимума на 7-й день после введения и длится не менее 3 нед. Метаболизируется в печени с образованием различных форм кетостероидов, приблизительно 90% которых выводится с мочой.

## Показания
Хронические инфекционные заболевания, тяжёлые травмы, обширные оперативные вмешательства, стероидная миопатия, анемии при хронической почечной недостаточности, миелофиброзе, миелосклерозе, миелоидной аплазии костного мозга (рефрактерные к обычной терапии), поражении костного мозга метастазами злокачественных новообразований, миелотоксическими лекарственными препаратами и солями тяжёлых металлов; неоперабельная (с метастазами) карцинома молочной железы у женщин в постменопаузном периоде или после овариоэктомии; задержка роста у детей, вызванная дефицитом соматотропного гормона.

## Противопоказания
Гиперчувствительность, карцинома или гипертрофия предстательной железы, злокачественные опухоли грудной железы у мужчин, карцинома молочной железы у женщин с гиперкальциемией (способен активировать остеокласты и вызывать резорбцию костной ткани), беременность (обладает эмбриотоксичностью, фетотоксичностью, может вызвать маскулинизацию плода женского пола) - категория X в США, ИБС, выраженный атеросклероз; сердечная недостаточность и другие состояния, сопровождающиеся отёчным синдромом, острые и хронические заболевания печени, в т.ч. алкогольные поражения, нефрит, нефротический синдром, кормление грудью.

## Применение
В/м, глубоко. Нандролона деканоат: при анемии (одновременно с препаратами железа) — 100–200 мг (женщинам — 50–100 мг) 1 раз в неделю; для стимуляции анаболических процессов — 50–200 мг (женщинам — 50–100 мг) 1 раз в 1–4 нед; детям 2–13 лет — 25–50 мг 1 раз в 2-3 нед. Длительность курса (при 1–4-недельном интервале между инъекциями) — до 12 нед, повторный курс — через 8 нед после последней инъекции препарата. Лечение проводят на фоне богатой белками диеты. При карциноме молочной железы (нандролона фенилпропионат) — 50–100 мг 1 раз в неделю; длительность курса индивидуальна.

## Побочные эффекты
У мужчин и женщин — прогрессирование атеросклероза (увеличение концентрации ЛПНП и снижение концентрации ЛПВП), железодефицитная анемия, периферические отёки, диспептические расстройства (боли в животе и эпигастральной области, тошнота, рвота), нарушение функций печени с желтухой, лейкозоподобный синдром (изменения в лейкоцитарной формуле, боли в длинных трубчатых костях), гипокоагуляция с наклонностью к кровотечениям, гепатонекроз (тёмный стул, рвота с примесью крови, головная боль, чувство дискомфорта, нарушение дыхания), гепатоцеллюлярная карцинома, печёночная пурпура (тёмная моча, обесцвечивание стула, крапивница, точечные или макулезные геморрагические высыпания на коже и слизистых оболочках, фарингит или ангина), холестатический гепатит (жёлтое окрашивание склер и кожи, боль в правом подреберье, темноокрашенная моча, обесцвеченный стул). У женщин — вирилизм (увеличение клитора, огрубение голоса, дис- и аменорея, рост волос по мужскому типу), гиперкальциемия (угнетение ЦНС, тошнота, рвота, утомляемость). У мужчин: в препубертатном периоде — вирилизм (угревая сыпь, увеличение пениса, приапизм, формирование вторичных половых признаков), идиопатическая гиперпигментация кожи, замедление или прекращение роста (кальцификация эпифизарных ростовых зон трубчатых костей); в постпубертатном периоде — раздражение мочевого пузыря (увеличение частоты позывов), уплотнение грудных желёз, гинекомастия, приапизм, в пожилом возрасте — гипертрофия и/или карцинома предстательной железы. Нередко при длительном применении у мужчин может вызывать так называемый "Дека-Дик", который провоцируется повышением уровня пролактина.

## Указания
Хотя препарат практически и не обладает андрогенными свойствами, тем не менее женщинам препарат следует назначать после оценки соотношения риска побочных эффектов и потенциальной выгоды терапии. Не рекомендуется назначать детям. Ретаболил можно использовать как средство адъювантной терапии в комбинации с ГКС, туберкулостатическими и цитостатическими препаратами, а также при лучевой терапии. Следует применять с осторожностью при заболеваниях сердечно-сосудистой системы, печени и почек, а также при эпилепсии, мигрени и глаукоме. В период лечения в связи с риском задержки натрия и жидкости в организме следует контролировать внутриглазное давление.
Во время лечения могут изменяться показатели функциональных проб печени, поэтому контролировать их следует ежемесячно.
До и во время применения препарата следует проводить ректальное обследование предстательной железы.
У больных с прогрессирующей злокачественной опухолью продолжительность курса лечения определяют индивидуально с учётом результатов исследования функциональных показателей печени. Детям препарат назначают только после оценки соотношения пользы и риска от его применения.

## Взаимодействия
Глюкокортикоиды, минералокортикоиды, кортикотропин, натрийсодержащие препараты и пища, богатая натрием, потенцируют (взаимно) задержку жидкости в организме, увеличивают риск развития отёков, повышают выраженность угревых высыпаний. Усиливает эффекты антиагрегантов, непрямых антикоагулянтов, инсулина и пероральных противодиабетических средств (угнетает их биотрансформацию), ослабляет — СТГ и его производных (ускоряет минерализацию эпифизарных зон роста трубчатых костей). Снижает гепатотоксичность др. лекарственных средств.

## Передозировка
При передозировке нандролона усиливаются побочные эффекты.

## Условия хранения
В сухом, защищенном от света месте, при температуре 15–30 °С. Хранить в недоступном для детей месте.

## Как допинг
Нандролон проявляет большую активность по сравнению с тестостероном и представляет интерес как допинг. В организме нандролон вырабатывается из тестостерона посредством окисления метильной группы и последующей ретро-Кляйзеновской перегруппировки, поэтому Международный олимпийский комитет установил предельную концентрацию нандролона в моче спортсменов в 2 нанограмм/мл для мужчин и женщин. Ведется тщательное наблюдение.
В таких неолимпийских видах спорта, как регбилиг, употребление нандролона признаётся допингом и влечёт дисквалификацию спортсмена.